# 사막 행성

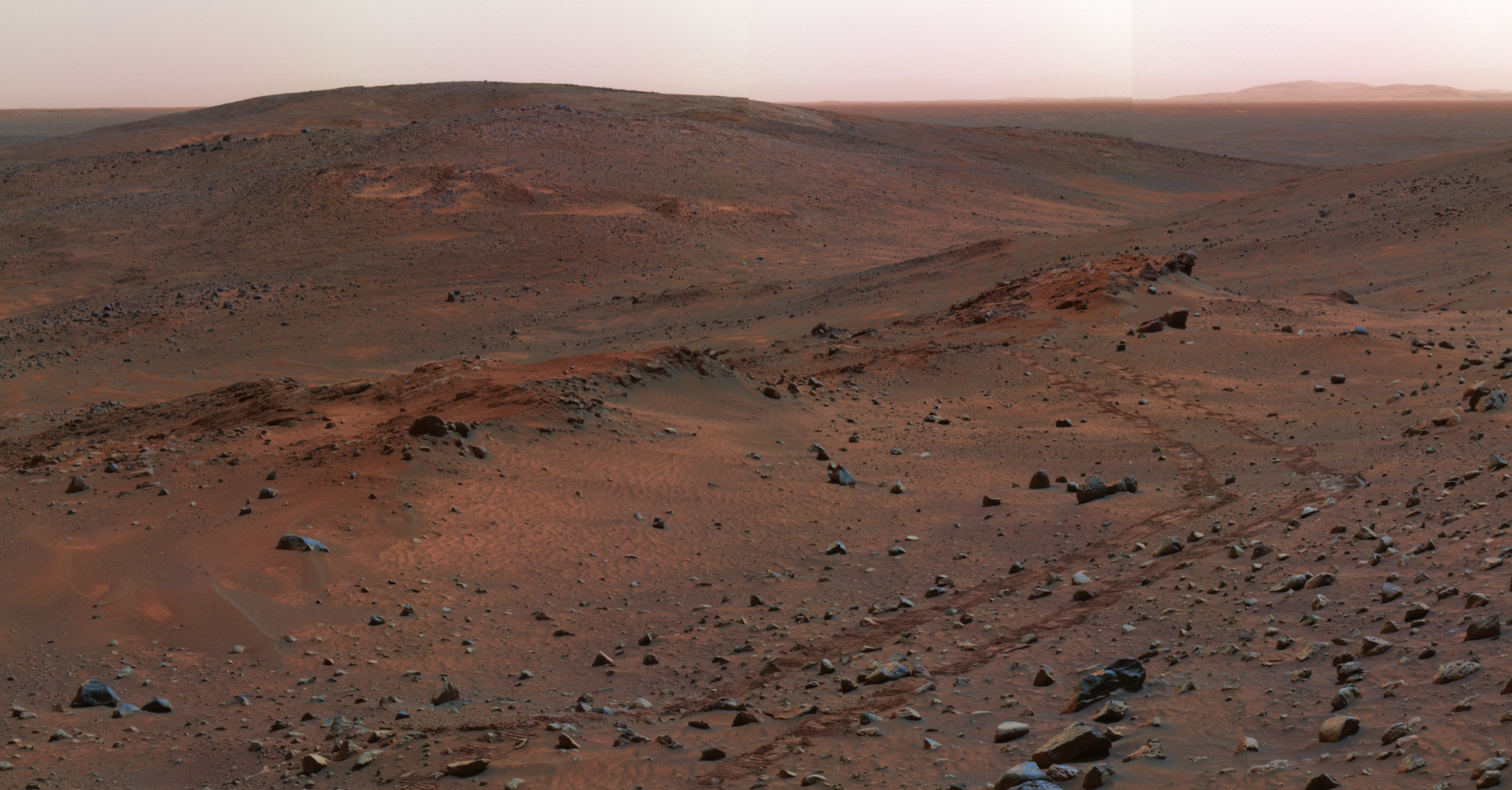
화성은 대표적인 사막 행성이다. 사진은 구세프 분화구.

사막 행성(Desert planet)은 비가 전혀 오지 않는 사막으로 행성 전체가 덮여 있는 천체를 말하며, 과학 소설에서 자주 등장한다.

## 생명체 존재 가능성
2011년 논문에 따르면 사막행성에 생태계가 탄생할 수 있는데다가 탄생 가능성은 지구 비슷한 행성보다 더 크다고 한다. 사막 행성은 지구처럼 물로 덮인 행성보다 생명체 거주가능 영역의 폭이 더 넓어진다.
이 연구에 따르면 약 10억 년 전 금성은 건조한 사막 행성이었지만 생명체는 아직 살 수 있는 환경이었다고 추측할 수 있다. 마찬가지로 지구도 약 10억 년 후 태양이 뜨거워지면서 생물권이 바깥쪽으로 후퇴하면 사막 행성으로 바뀔 것이다.
2013년 논문에 따르면 태양 비슷한 별 주위에서 폭주 온실 효과가 일어나지 않는 사막 행성은 0.5 천문단위 정도 거리에서 만들어질 수 있다고 한다. 행성 대기 중 습도가 최소 1%는 되어야 공기 중에 있는 이산화 탄소를 빨아들일 수 있다. 하지만 습기가 너무 많을 경우 그 자체가 온실효과의 요인으로 작용할 것이다. 여기에 행성의 대기압이 높다면 지구보다 넓은 온도 범위에서 물이 액체 상태로 존재 가능할 것이다.

## 소설 속의 사막 행성
화성처럼 실제로 존재하는 행성 또는 가상의 외계 행성의 형태로 등장한다. 과학 소설 내 사막 행성은 프랭크 허버트가 지은 듄 유니버스에 등장하는 아라키스와, 스타트렉에 등장하는 벌컨, 스타워즈 세계에 등장하는 타투인이 있다. 우주를 배경으로 한 게임에는 스타크래프트의 마 사라가 있다.

## 같이 보기
- 외계 행성
- 바다 행성